# Alive (album av Kate Ryan)
Alive är ett studioalbum av den belgiska sångaren Kate Ryan. Det gavs ut den 15 september 2006 och innehåller 17 låtar.

## Låtlista
| Nr  | Titel                | Längd |
| --- | -------------------- | ----- |
| 1.  | Je t'adore           | 3:07  |
| 2.  | All for You          | 3:10  |
| 3.  | Alive                | 3:31  |
| 4.  | Tapping on the Table | 3:29  |
| 5.  | Spinning Around      | 3:43  |
| 6.  | How Many Times       | 4:00  |
| 7.  | Nothing              | 3:23  |
| 8.  | Why Imagine          | 4:37  |
| 9.  | Driving Away         | 3:40  |
| 10. | Love or Lust         | 3:43  |
| 11. | Wonderland           | 3:19  |
| 12. | Stepping Out         | 3:34  |
| 13. | That Kiss I Miss     | 3:14  |
| 14. | Je t'adore           | 3:06  |
| 15. | Je Donnerais Tout    | 3:09  |
| 16. | Alive                | 3:31  |
| 17. | Combien de Fois      | 4:00  |

## Listplaceringar
| Lista              | Topplacering |
| ------------------ | ------------ |
| Belgien (Flandern) | 13           |
| Schweiz            | 73           |